# Колін Чапмен
Е́нтоні Ко́лін Брюс Ча́пмен (англ. Anthony Colin Bruce Chapman, 1928–1982) — британський автоконструктор, який заснував у 1952 році компанію «Lotus Cars», що з 1958 року виставляла власну команду «Лотус» у «Формулі-1». Увів безліч новаторських рішень у конструкцію гоночних автомобілів.

## Біографія
Народився 19 травня 1928 року у Річмонді, передмісті Лондона.
Вивчав будівельну справу в Університетському коледжі Лондона, освоїв льотну справу в Лондонському університеті авіаційної ескадрильї (англ. University of London Air Squadron). Чапмен покинув коледж не отримавши ступеня у 1948 році, який йому присвоїли після перездачі математики у 1949 році. Він пробував у 1948 пов'язати своє життя з Королівськими військово-повітряними силами, але комісія, яку йому не вдалось пройти, швидко повернула його до цивільного життя.

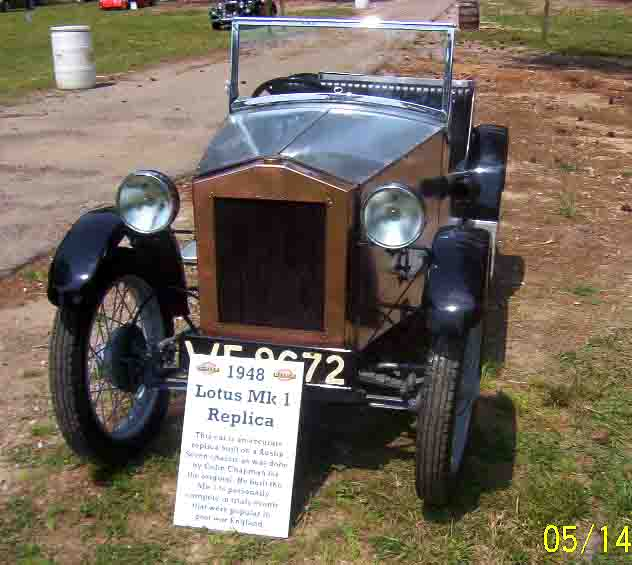
Репліка Lotus Mk1

З 1948 року почав займатись конструюванням автомобілів. Першим створеним ним автомобілем (модель Mk1) став перероблений Austin 7 1930 року випуску. Тоді й з'явилась назва «Лотус» (англ. Lotus). Офіційно Чампен ніколи не згадував причини вибору цієї назви; існує версія, що вона бере початок від прізвиська його подруги Хезел, яка згодом стала його дружиною, — англ. «lotus blossom» («квітка лотоса»).
Власну фірму (англ. «Lotus Engineering Company») Чапмен організував чотирма роками пізніше. У той час від почав виробляти автомобілі для шосейно-кільцевих перегонів. З 1954 року він зайнявся виключно керівництвом фірмою, що виробляла як гоночні, так і дорожні авто (першим був Lotus Mk6). Першою «формульною» моделлю Чапмена стала модель Mk12 (Формула-2, 1957). На кінець, першим автомобілем, розробленим для Формули-1, у 1958 році став Lotus Mk16. Однак ще до цього, у 1956му, Чапмен розробляв машину «Формули-1» для «Vanwall». Лозунг «Жодного грама зайвої ваги!» в гонки Формула-1 він приніс з авіації. На Гран-прі Франції 1956 року на треку в Реймсі Чапмен був заявлений за кермом «Vanwall» як пілот, у кваліфікації він зайняв 5-е місце з 20 машин, однак через відмову гальм зазнав аварії і вийти на старт не зміг. Це була його єдина участь у «Формулі-1» як пілота.
З 1960 року у команді з'явисся Джим Кларк, з яким пов'язані перші успіхи команди у «Формулі-1». Чапмен пізніше називав його своїм найкращим другом. Кларк спершу виграв для «Лотуса» чемпіонат у 1963 році, у тому ж сезоні було виграно й перший Кубок конструкторів. У цілому Чапмен як конструктор і власник команди виграв 7 Кубків конструкторів (1963, 1965, 1968, 1970, 1972, 1973, 1978).
Його найважливішими технічними інноваціями, що змінили обличчя «Формули-1», були наступні:
- використання монокока як структурного елемента у гоночних болідах (першим таким болідом був Lotus Mk25);
- широке використання антикрил;
- переміщення радіаторів з передньої частини боліда на борти;
- використання для створення додаткової притискної сили ґраунд-ефекту — розрідження під днищем автомобіля, що створювалось за допомогою «юбок», які закривали простір під днищем (у подальшому було заборонене);
- гідравлічна активна підвіска.

Крім того, Чапмен вперше у «Формулі-1» розмістив на своїх автомобілях рекламу відомих компаній-спонсорів, що пізніше перейняли всі інші команди.
Колін Чапмен помер 16 грудня 1982 року від серцевого нападу у власному замку Кеттерінґем-Голл.